# قاموس أكسفورد للاقتباسات
قاموس أكسفورد للاقتباسات، نشرت مطبعة جامعة أكسفورد القاموس لأول مرة في عام 1941، هو كتاب من 1100 صفحة يسرد اقتباسات قصير وشائعة في الثقافة واللغة الإنجليزية.
يبدأ الكتاب بمقدمة تشرح مصطلح الاقتباس. جُمِع القاموس من أدلة واسعة النطاق على الاقتباسات المستخدمة بالفعل وبالطريقة التي سُردت بها. هذا الكتاب ليس - مثل العديد من قواميس الاقتباسات - مختارات ذاتية من الاقتباسات المفضلة للمحرر، ولكنه اختيار موضوعي للاقتباسات الأكثر شهرة واستخدامها على نطاق واسع. الشعبية والإلمام هما المعياران الرئيسيان للشمول، على الرغم من ذلك القارئ لا يكون على دراية بجميع الاقتباسات في هذا القاموس. الاقتباسات مأخوذة من الروايات والمسرحيات والقصائد والمقالات والخطب والأفلام والبرامج الإذاعية والتلفزيونية والأغاني والإعلانات وحتى عناوين الكتب. من الصعب رسم الخط الفاصل بين الاقتباسات والأقوال المماثلة مثل الأمثال والعبارات والعبارات الاصطلاحية. على سبيل المثال، تصبح بعض الاقتباسات (مثل «الأوبرا لم تنته حتى تغني السيدة البدينة») يُضرب بها المثل. وعادة ما تُتضمن إذا كان من الممكن تتبعها إلى منشئ معين. تُتضمن العبارات المصادفة إذا كان هناك دليل على تذكرها أو استخدامها على نطاق واسع. الاقتباسات هي أيضا مرجعية. على سبيل المثال، عند البحث عن اقتباس نابليون حول كون بريطانيا أمة من أصحاب المتاجر، نجد أيضًا آدم سميث، الذي قال ذلك أولاً. أُشير إلى الاقتباسات حول السلطة المطلقة إلى لورد أكتون، ومنه إلى ويليام بيت الأكبر، الذي قال شيئًا مشابهًا.
أُطلق على القاموس مازحا اسم أكسفورد ديكر من كوتاجيروس باستخدام أكسفورد «إير».
جمعت لجنة من طاقم OUP تحت إشراف أليس ماري سميث (لاحقًا أليس ماري هادفيلد) الطبعة الأولى في عام 1941. تسرد بعض تفاصيل اختيار ومعالجة الاقتباسات في كتابها عن حياة تشارلز وليامز (أحد أعضاء اللجنة). نُشرت الإصدارات اللاحقة من القاموس في عام 1953 وبعد ذلك، ظهرت الطبعة السادسة في عام 2004 (ISBN 0-19-860720-2)، والسابعة في عام 2009 (ISBN 0-19-923717-4)، والثامنة في عام 2014 (ISBN 0-19-966870-1) حررت إليزابيث نولز الطبعة الأولى

## الروابط الخارجية
- oxfordreference.com Oxford Dictionary of Quotations (8 ed.)